# Mão Morta
Mão Morta é uma banda portuguesa de rock avant-garde, formada na cidade de Braga.

## Biografia

### 1984-1988 - de Berlim ao primeiro disco
Em Outubro de 1984, Joaquim Pinto assiste em Berlim a uma actuação dos Swans. No final do concerto encontra Harry Crosby, baixista da banda nova-iorquina, que lhe diz que ele tem cara de baixista. Pinto regressa a Braga, compra um baixo e, em Novembro desse ano, forma os Mão Morta, com Miguel Pedro na guitarra e Adolfo Luxúria Canibal na voz.
Os Mão Morta estreiam-se ao vivo, em Janeiro de 1985, no Porto, no Orfeão da Foz. Zé dos Eclipses entra para guitarrista passando Miguel Pedro para a bateria.
Em Novembro de 1985, Zé dos Eclipses estreia-se ao vivo no concerto realizado na Fábrica, em Braga. Participam no 1.º Concurso de Nova Música Rock, no Pavilhão Infante de Sagres, onde ficam em 4.º lugar.
São apurados para o III Concurso de Música Moderna do Rock Rendez-Vous onde acabariam por obter o Prémio de Originalidade, que era o mais apetecível e prestigiante galardão em disputa depois da sua entrega no ano anterior aos Pop Dell’Arte.
Em Setembro, Carlos Fortes entra para o grupo, na 2.ª guitarra, e em Outubro de 1986 os Mão Morta têm a sua estreia internacional com um concerto em Vigo (Espanha), no El Kremlin, integrados na mostra Rock Vigo-Oporto 86. No decurso desta participação viria a frutificar uma amizade entre os Mão Morta e os Pop Dell’Arte, que também faziam parte do cartaz.

A primeira edição da banda, a cassete Mão Morta (1987).

O ano de 1987 ficou marcado pela devastação do Cinema Império, em Lisboa, quando os Mão Morta, integrados no cartaz das Jornadas do Império, aí actuaram em Outubro juntamente com os americanos Gun Club.
A RUT – Rádio Universidade Tejo elegeu, em Fevereiro d 1987, os Mão Morta como “a melhor banda nacional sem registo em vinil”, com a oferta de tempo de estúdio profissional para a gravação de dois temas, que viriam a ser editados em Agosto, juntamente com outros 4 temas entretanto gravados, em formato K7, pela Malucos da Pátria. Em Novembro estreiam-se ao vivo na televisão, no programa juvenil Fisga, transmitido pelo Canal 1 da RTP – Radiotelevisão Portuguesa.
Quando o jornal de música Blitz publica em Janeiro de 1988 as escolhas dos seus leitores sobre os melhores do ano anterior, os Mão Morta são surpreendentemente contemplados com diversas nomeações, surpresa ainda maior tendo em conta que são o único nome a aparecer sem qualquer disco gravado: surgem em 9º lugar na categoria de “melhor grupo nacional”, em 7.º na de “melhor grupo ao vivo nacional” e em 8º na de “melhor cantor nacional”, com Adolfo Luxúria Canibal. álbum homónimo é editado em Julho desse ano através da editora Ama Romanta. Em Outubro de 1988 fizeram a primeira parte dos britânicos Wire, no Pavilhão Infante de Sagres, no Porto, aquando do lançamento do LP, um novo jornal de música que se posicionava mais atento à cena independente do que o Blitz. Em Dezembro fazem as duas primeiras partes, no Pavilhão Carlos Lopes em Lisboa e no Teatro Rivoli no Porto, do australiano Nick Cave com os seus Bad Seeds.
O ano de 1988 termina com a publicação das escolhas dos leitores do LP onde recebem vários prémios.

### 1989-1992 - do RRV aoMutantes S.21
Participam na compilação À Sombra de Deus, com o subtítulo de Braga 88 que teve um grande impacto mediático, não só por ser a primeira vez que, em Portugal, uma Câmara Municipal apoiava a cultura juvenil e editava um disco de bandas locais, mas sobretudo por finalmente estar disponível um registo do que era a afamada movida bracarense, de que muito se falava mas que poucos, fora de Braga, conheciam, tirando os seus representantes mais notórios Mão Morta, Rongwrong e Bateau Lavoir.
Apesar de ter sido um ano de grande actividade musical, 1989 acabaria por ficar para a história dos Mão Morta como aquele em que Adolfo Luxúria Canibal infligiu a si próprio vários golpes numa perna num concerto realizado num Rock Rendez-Vous completamente lotado. Meses depois, em entrevista à televisão, justificava-se dizendo que o Rock Rendez-Vous estava demasiado cheio, com um ambiente muito pesado, “de cortar à faca”, e antes que pudesse acontecer alguma desgraça decidiu mostrar sangue, “porque o sangue acalma os ânimos”, mas com o calor da prestação não se tinha dado conta da gravidade das lesões…
Começavam a preparar um novo disco mas Joaquim Pinto abandona a banda após o concerto que os Mão Morta deram em Janeiro de 1990 no Rock Rendez-Vous. Seria substituído por José Pedro Moura, até aí nos Pop Dell’Arte, e que se viria a estrear como baixista da banda num concerto em Aveiro. Mas antes, em Maio, num ano em que rarearam as prestações ao vivo, os Mão Morta, num lotado Cinema Alvalade, fazem mais um apoteótico concerto em Lisboa, na primeira parte dos suíços Young Gods, onde apresentam a integralidade de Corações Felpudos e que contou com a estreia ao vivo de António Rafael nas teclas. António Rafael já participara nas gravações do disco, enquanto músico convidado, mas com este concerto tornava-se oficial a sua entrada no grupo. Corações Felpudos seria editado apenas em Setembro de 1990 através da marca Fungui, a fábrica de sacos e carteiras de Vítor Silva, 'manager' da banda desde os tempos da Malucos da Pátria.
No final de 1990 estão  em estúdio a gravar aquele que seria o seu 3.º disco: O.D., Rainha do Rock & Crawl. A editora independente Área Total, da Guarda, mostrara-se interessada em editar o Corações Felpudos, mas não tendo disponibilidade financeira para pagar o seu custo convencera a banda a editar um novo registo, gravado num estúdio mais barato. E em Janeiro de 1991, enquanto os balanços referentes a 1990 do semanário cultural Se7e e do jornal generalista Público incluíam Corações Felpudos como um dos melhores álbuns do ano, já os Mão Morta tinham um novo disco pronto. A sua edição estava prevista para Fevereiro, quando a banda se apresentou para dois concertos esgotados na nova sala lisboeta Johnny Guitar, mas por atrasos vários na feitura das capas, que acabaram por sair com cores adulteradas e com os rótulos da rodela de vinil por colar, a sua edição só aconteceria em Junho, num concerto na Covilhã, na discoteca Fábrica. Este seria também o último concerto de Zé dos Eclipses com a banda, uma vez que estava de partida para Santa Bárbara, nos EUA, primeira etapa de uma carreira de leitor de Português e de adido cultural que o levaria ainda a Santiago do Chile, no Chile, a Fez, em Marrocos, e a Paris, em França. Dois dias antes, num concerto em Santo Tirso, tinha-se estreado Sapo, anteriormente guitarrista dos Pop Dell’Arte, que o iria substituir na guitarra.
1991 contou com bastantes mais concertos do que o ano anterior, embora sem atingir o número a que a banda se habituara até 1989, mas sobretudo voltou a haver interesse mediático pelo trabalho do grupo, com o jornal Blitz a dar capa aos Mão Morta em Fevereiro, a propósito da edição, entretanto adiada, de O.D., Rainha do Rock & Crawl, e o Se7E a fazer outro tanto em Junho, tal como o semanário regional Minho. Por sua vez, em Dezembro, no seu balanço anual, o jornal Público inclui O.D., Rainha do Rock & Crawl na sua lista das dez melhores edições do ano.
Apesar disso, com os problemas que houve nas edições de Corações Felpudos e O.D., Rainha do Rock & Crawl e com um novo rarear de concertos, o moral da banda encontrava-se de rastos – em 1992 fazem um único concerto, em Abril, na primeira parte dos britânicos Jesus & Mary Chain, no Pavilhão Carlos Lopes, em Lisboa, e mesmo esse com sabor amargo, com José Pedro Moura - retido por uma rusga policial no bairro do Casal Ventoso, onde a sua dependência de heroína o obrigara a deslocar-se - a ter de ser substituído à última da hora por António Rafael... Face à inércia que se instalava, Adolfo Luxúria Canibal convence Vítor Silva a apostar num novo disco e em Maio os Mão Morta entram novamente em gravações. Escolhem o melhor estúdio português da época, o Angel, onde se mantêm até Julho e onde conhecem o produtor e técnico de som José Fortes, com quem entram em perfeita sintonia. Apesar da ausência de José Pedro Moura, que aparece um único dia em estúdio, a banda ganha confiança e entrega-se de alma e coração à produção daquele que viria a ser o seu disco mais celebrado: Mutantes S.21. Editado no início de Dezembro, novamente pela marca Fungui, o disco, que é uma viagem pelos bastidores de nove cidades, ainda vai a tempo de ser contabilizado nos balanços anuais da imprensa, sendo “melhor disco nacional do ano” para o Diário de Notícias e incluído na lista dos dez melhores do ano do Público e do Se7e, enquanto o grupo é capa do Blitz e do Se7e.

### 1993-1995 - doPop-Offà medalha de mérito
O magazine de cultura juvenil Pop-Off, difundido pela RTP2, apresentava semanalmente videoclipes por si realizados de bandas independentes e mais uma vez, a exemplo do que acontecera quando da edição de Corações Felpudos e de O.D., Rainha do Rock & Crawl, convida os Mão Morta para fazerem um vídeo de Mutantes S.21. O tema escolhido é Budapeste e para o realizar foi destacado Nuno Tudela, com quem a partir daí o grupo mantém uma relação de duradoura cumplicidade. O clip de Budapeste acaba por ser o mais solicitado num outro programa diário do canal 1 da televisão pública, o Vira o Vídeo, onde se mantém semanas a fio em 1º lugar do seu Top Vídeo, arrastando consigo um inesperado airplay radiofónico, que faria com que em 11 de Fevereiro de 1993 Mutantes S.21 entrasse no 28.º lugar do Top Nacional de Vendas. Ainda nesse mês os Mão Morta fazem a capa da revista Académica.
O êxito de Budapeste e de Mutantes S.21 não poderia deixar de se reflectir na solicitação de concertos, tanto mais que o grupo contratara com uma nova agência de espectáculos (de Mário Dimas, um experiente agente), e 1993 é um ano de tournée triunfal, com várias actuações míticas. Iniciada em Março, com as primeiras partes dos americanos Tubes, no Pavilhão Carlos Lopes em Lisboa e no Coliseu do Porto, a tournée de Mutantes S.21 leva ainda os Mão Morta, como cabeças de cartaz, à Queima das Fitas da Universidade do Porto ou à Semana do Enterro da Universidade de Aveiro, onde o deboche em palco lhes vale uma interdição da academia por vários anos. Outros concertos desse ano ficariam gravados na memória, como em Março os confrontos que provocaram com a polícia em Mirandela ou em Junho a invasão do palco por uma fã com seios nus numa lotada Incrível Almadense, em Almada, mas nenhum se aproxima do que em Maio protagonizaram no Teatro-Circo, em Braga: a assistência, numa sala mais que esgotada, rendeu-se ao grupo e foi como se levitasse, completamente inconsciente dos seus actos, num histerismo colectivo de difícil explicação, para só aterrar no final, num Teatro-Circo destruído, de que quase só as centenárias paredes resistiram. Pelo meio tinha havido de tudo, desde mergulhos para a multidão até uma tentativa de sexo oral com Adolfo Luxúria Canibal por parte de uma fã mais incontrolada.
Esse concerto tinha tido como pretexto o lançamento de uma edição especial de Mutantes S.21, com um livro de banda-desenhada a ilustrar os diversos temas do disco, numa espécie de despedida ao velho vinil: Mutantes S.21 era também a primeira edição do grupo no novo suporte CD. O álbum teria ainda uma nomeação para os Se7e de Ouro de 1993, na categoria "melhor disco" (os Se7e de Ouro eram um prestigiado galardão anual instituído pelo semanário Se7e, que premiava as diversas manifestações dentro da área do espectáculo – música, teatro, cinema – que mais se tinham distinguido no ano), e em Novembro seria incluído na selecção Os Melhores Discos de Sempre da Música Portuguesa, o primeiro balanço sobre a edição musical portuguesa, organizado pelo Diário de Notícias.
Ainda em Novembro tocam com os britânicos Inspiral Carpets, na Grande Nave do Parque de Exposições, em Braga, na apresentação do 2.º volume da série À Sombra de Deus, cuja ideia de retrato do estado de criatividade da música bracarense tinha sido retomada por Miguel Pedro, ainda e sempre com o patrocínio da autarquia, e dão a primeira entrevista para uma televisão estrangeira, no caso a Lemon TV, da Escócia.
Mas antes já haviam despertado o interesse da multinacional BMG: os seus responsáveis estavam presentes no Portugal Ao Vivo, um espectáculo que em Julho enchera o Estádio de Alvalade com a apresentação ao vivo dos principais nomes que dominavam o top português de discos vendidos e em cujos ecrãs gigantes, nos intervalos das actuações, passavam os videoclipes realizados pela equipa do programa de televisão Pop-Off, e tinham ficado muito impressionados ao verem aquela imensa multidão cantar em coro o Budapeste cada vez que o clip passava no ecrã. Imediatamente contactaram o grupo e no final do mês os Mão Morta assinavam com a BMG um contrato por um disco, por opção da banda que não se queria comprometer por mais tempo, entrando em Dezembro em estúdio para a gravação do quinto disco.
Entretanto, os Mão Morta eram solicitados para entrarem num disco-tributo a António Variações, que seria editado em Janeiro de 1994 pela EMI, com o título Variações – As Canções de António, e num disco-tributo a José Afonso, que seria editado em Abril pela BMG, com o título Os Filhos da Madrugada Cantam José Afonso, com o tema "O Avô Cavernoso", que receberia o disco de platina pelo número de vendas. Antes, em Março, era editado o seu primeiro disco para a BMG, Vénus em Chamas, no qual os Mão Morta se esforçam por não apresentar nenhum potencial êxito radiofónico, antes se espraiam por experimentalismos vários, tornando a digestão do álbum difícil para o grande público. Não impede que o grupo seja capa do semanário Blitz e do suplemento musical PopRock do jornal Público, bem como apareça na Primeira Página deste último, e, já em Julho, capa do suplemento Estilos do Diário de Notícias, nem que, no final do ano, Vénus em Chamas seja eleito "melhor disco do ano" pela Antena 3, canal juvenil da Radiodifusão Portuguesa, e incluído nos melhores discos do ano pelo Diário de Notícias ou pela VoxPop, revista da cadeia de lojas de música Valentim de Carvalho. No entanto, a gravação deste disco não tinha sido nada pacífica no seio da banda, a começar pelo seu título, originalmente apresentado como Fátima Radical, Bailarina, 22 Anos, com vários desentendimentos sobre o material a gravar, e a consequência foi a saída de Carlos Fortes dos Mão Morta, cujo último concerto oficial foi em Dezembro, na Gartejo, em Lisboa, embora continuasse a tocar com o grupo até ser encontrado um substituto.
Num ano de muitos concertos, com nova actuação em Maio como cabeças de cartaz na Queima das Fitas da Universidade do Porto ou na Semana Académica do Instituto Politécnico da Guarda, 1994 ficaria no entanto marcado pela participação dos Mão Morta num novo evento de estádio, o Filhos da Madrugada Ao Vivo, que teve lugar em Junho no Estádio de Alvalade, no quadro da Lisboa 94 – Capital Europeia da Cultura, e que juntou os diversos intervenientes no disco de homenagem a José Afonso.
Ainda em 1994, em Setembro, é finalmente editada a colectânea À Sombra de Deus – Volume 2 e o primeiro maxi single do grupo, num regresso ao vinil, com variações sobre o tema Cães de Crómio incluído em Vénus em Chamas.
O Blitz, com o desaparecimento do semanário Se7e, decide instituir para a música um galardão que viesse ocupar o espaço deixado vago pelos Se7e de Ouro, e lança os Prémios de Música Blitz. Em Março de 1995 os Mão Morta são nomeados nas categorias "grupo nacional do ano" e "melhor vocalista masculino nacional", através de Adolfo Luxúria Canibal.
1995 foi novamente um ano repleto de concertos, com os Mão Morta em Maio a serem cabeças de cartaz nas Semanas Académicas do Instituto Politécnico de Leiria e do Instituto Politécnico de Bragança, a participarem pela primeira vez no maior acontecimento estudantil português, a Queima das Fitas da Universidade de Coimbra, onde partilham o palco com os ingleses The Fall, e em Junho a integrarem o alinhamento do seu primeiro festival de Verão, o Imperial Ao Vivo, em Lisboa.
Apesar de Vénus em Chamas ter sido um disco complicado de vender e de ter furado as expectativas da editora, a BMG insiste em editar um novo registo e os Mão Morta propõem-lhe uma colectânea de temas antigos, só disponíveis em vinil, mas regravados de novo, o que é aceite. Mão Morta Revisitada começa a ser gravado em Agosto, na sala de ensaios da banda, em Braga, sob a direcção de José Fortes, que desde Mutantes S.21 nunca mais se divorciou do grupo, sendo editado em Outubro de 1995, com uma festa concerto em Palhais, a aldeia de José Fortes, e onde Vasco Vaz se estreia como guitarrista dos Mão Morta em substituição de Carlos Fortes. O disco tem boa recepção, com o jornal Blitz a dar capa ao grupo, e entra directo para o 12º lugar do Top Nacional de Vendas, em cuja lista se mantém várias semanas, sendo referido nos melhores do ano pelo semanário Expresso, pelas revistas de lojas de discos VoxPop e D.I.S.C.O. e pelas rádios XFM e Antena 3. Entretanto, em Outubro, o primeiro álbum Mão Morta é incluído pelo jornal Público na sua selecção Os Melhores Discos de Sempre Feitos em Portugal Até aos Anos 90.
Em Dezembro de 1995 os Mão Morta recebem a Medalha de Mérito – Grau Prata da Cidade de Braga.

### 1996-1998 - do incêndio ao Coliseu
Em 1996 os Mão Morta dedicam-se sobretudo a tocar ao vivo, ano em que batem o seu recorde de concertos anuais, com destaque para a participação em Março como cabeças de cartaz no festival Combate Rock, no Pavilhão Carlos Lopes, em Lisboa, durante a qual Adolfo Luxúria Canibal ataca violentamente o tipo de jornalismo musical praticado pelo suplemento PopRock do jornal Público (o que os baniria do jornal por vários anos...), a actuação em Abril na entrega dos Prémios de Música Blitz – 1995, no Coliseu dos Recreios, também em Lisboa, a ida em Agosto como cabeças de cartaz ao 4.º festival internacional de Paredes de Coura ou as actuações também como cabeças de cartaz na Recepção ao Caloiro da Universidade do Minho, em Outubro, em Braga, e na Festa das Latas da Universidade de Coimbra, em Novembro.
Mas o ano, e o futuro, ficariam marcados pelo incêndio que, no final de Setembro, no acesso à ponte 25 de Abril, em Lisboa, destrói a carrinha que transporta o back-line e os instrumentos do grupo, quando se dirigia para um concerto em Tróia. Face à adversidade, os Mão Morta, em troca da substituição de todo o material ardido, assinam em Outubro um contrato para dois discos com a NorteSul, etiqueta discográfica do grupo Valentim de Carvalho que representava em Portugal as principais marcas de instrumentos. Outra consequência desse incêndio é o afastamento de Vítor Silva do management da banda, funções que exercia desde 1986, por no entender do grupo não ter estado à altura da gravidade do acontecimento.
Mas antes disso, em Junho, os Mão Morta recebem do encenador Jorge Silva Melo um convite, em nome do Centro Cultural de Belém (CCB), para musicarem poemas do falecido dramaturgo alemão Heiner Müller, a propósito da apresentação póstuma da peça Germania 3. A banda, com a colaboração da figurinista Ana Rita e da realizadora Mariana Otero, transforma o convite na concepção de um espectáculo multimédia, Müller no Hotel Hessischer Hof, que estreia em Janeiro de 1997 num CCB esgotado e eufórico. O espectáculo faz mais duas datas esgotadas na sala pequena do Centro Cultural de Belém e outras três, sempre esgotadas, no Teatro Garcia de Resende, em Évora, no Teatro-Circo, em Braga, e no Teatro Gil Vicente, em Coimbra. A gravação do espectáculo de estreia seria ainda editada em disco, em Maio, com entrada directa para o 20.º lugar do Top Nacional de Vendas, onde se manteve quatro semanas, e em vídeo, em Fevereiro de 1998.
Em Maio de 1997, os Mão Morta ganham um Prémio de Música Blitz - 1996 na categoria de “melhor vídeo-clip” – único ano em que essa categoria existiu –, com o vídeo de Chabala, realizado em Maio do ano anterior por Nuno Tudela para acompanhar a edição do single homónimo pela BMG. Em Junho é Adolfo Luxúria Canibal que recebe, na categoria “música”, o galardão regional bracarense A Nossa Terra, na sua primeira edição.
Ao vivo, destaca-se ainda a participação dos Mão Morta no 5.º festival internacional de Paredes de Coura, que encerrariam, actuando após os norte-americanos Rollins Band. 1997 terminaria com a inclusão de Müller no Hotel Hessischer Hof nas listas de melhores do ano de várias publicações, sendo “2º melhor disco nacional do ano” para o semanário Expresso e “5.º melhor disco nacional do ano” para o jornal Diário de Notícias.
Em Março de 1998 os Mão Morta, através de Adolfo Luxúria Canibal, são nomeados para um Prémio de Música Blitz - 1997, na categoria “melhor vocalista masculino nacional”. No mês seguinte são capa dos semanários Blitz e Raio X e editam Há Já Muito Tempo que Nesta Latrina o Ar se Tornou Irrespirável, um trabalho conceptual baseado nas teorias artístico-políticas da Internacional Situacionista, que tem entrada directa para o 12.º lugar do Top Nacional de Vendas. Na tournée que se seguiu, os Mão Morta percorrem em Maio os eventos estudantis, com actuações na Queima das Fitas da Universidade de Coimbra, no Enterro da Gata da Universidade do Minho, em Braga, e na Semana Académica da Universidade de Trás-os-Montes e Alto Douro, em Vila Real, e actuariam ainda no festival Mergulho no Futuro, em Agosto, nos Armazéns Abel Pereira da Fonseca, realizado no quadro da Expo 98, a Exposição Mundial de Lisboa, juntamente com os americanos Blonde Redhead e Unwound, numa selecção de Arto Lindsay, e na Recepção ao Caloiro do Instituto Superior de Engenharia de Lisboa, em Outubro.
Ainda em 1998, durante o mês de Maio, os Mão Morta tiveram 24 horas de emissão radiofónica dedicada ao grupo, na RUM – Rádio Universitária do Minho, num evento intitulado 24 Horas du Mão Morta, são destaque na reportagem que a revista francesa L’Express faz sobre Lisboa e alguns dos seus vídeos, bem como uma entrevista a Adolfo Luxúria Canibal, são difundidos pela emissora de televisão brasileira TV Globo. Já em Julho é editado pela FNAC o livro Os Melhores Discos da Música Popular Portuguesa (1960-1997), que inclui os álbuns Mão Morta e Mutantes S.21, sendo este ainda incluído, em Outubro, na selecção Grandes Álbuns do semanário Raio X. Depois de em Setembro os Mão Morta terem sido capa do quinzenário cultural Jornal de Letras, Artes e Ideias, em Novembro o videoclipe Em Directo (Para a Televisão), mais uma vez realizado por Nuno Tudela, ganha o Prémio Nacional de Vídeo, na categoria “melhor produção”. O álbum que ilustrava, Há Já Muito Tempo que Nesta Latrina o Ar se Tornou Irrespirável, é considerado o “2.º melhor disco nacional do ano” pelo Diário de Notícias e um dos melhores do ano pelo semanário Expresso.
Ainda em Dezembro de 1998 são reeditados em CD os três primeiros álbuns do grupo, Mão Morta, Corações Felpudos e O.D., Rainha do Rock & Crawl. No mês seguinte os Mão Morta enchem o Coliseu dos Recreios, a mítica sala de espectáculos de Lisboa, encerrando a apresentação de Há Já Muito Tempo que Nesta Latrina o Ar se Tornou Irrespirável com um concerto deslumbrante, onde recorrem à manipulação vídeo para construírem em palco a mistificação mediática de que tratava o disco.

### 1999-2001 - de Paris ao prémio Carreira
Para além da edição em Janeiro do disco de homenagem aos Xutos & Pontapés – XX Anos XX Bandas –, galardoado disco de platina em Março, e no qual os Mão Morta participam com uma versão do tema Mãe, o ano de 1999 foi consagrado a espectáculos, com o grupo a bater novamente o seu recorde de concertos anuais, destacando-se a participação na Semana do Enterro da Universidade de Aveiro, num regresso à academia depois de dela terem sido banidos em 1993, e em vários festivais de Verão, como o Carviçais Rock, em Torre de Moncorvo, o Cellos Rock, em Barcelos, o Rock Feira, em Santa Maria da Feira, e o Noites Ritual Rock, no Porto. Mas os espectáculos levam ainda o grupo para fora do país, com concertos em Paris (França), onde em Junho os Mão Morta são cabeças de cartaz na mostra PluxshshshFeira – Musiques Nouvelles du Portugal, e em Olmo e Arezzo (Itália), onde em Julho assinam uma fantástica actuação no maior festival italiano, o Arezzo Wave Love Festival. O ano finaliza com um concerto memorável em Lisboa, no Lux, o novo espaço culto da capital, que se apresenta completamente esgotado para comemorar o 15.º aniversário da banda.
A transição para o novo milénio traz também mudanças na formação da banda: José Pedro Moura faz o seu último concerto com os Mão Morta em Junho de 2000, em Braga, num espectáculo integrado nos festejos dos 2000 anos da cidade, porque, para espanto geral, quando os Mão Morta sobem ao palco do 8º festival internacional de Paredes de Coura, em Agosto, é Gonçalo Budda, do grupo bracarense Big Fat Mamma, que ocupa o seu lugar… José Pedro Moura é substituído por Marta Abreu, anteriormente no grupo feminino de Coimbra Voodoo Dolls. Marta Abreu participa desde logo nas sessões de gravação do disco que os Mão Morta aprontam, desde Abril, no estúdio da Escola de Jazz do Porto, e que entretanto passam a decorrer no AreaMaster, em Vigo (Espanha). A sua estreia ao vivo com a banda dá-se só em Novembro, na sua cidade natal, na Festa das Latas da Universidade de Coimbra, mas ficaria apenas mais um concerto com o grupo – na Recepção aos Caloiros da Universidade da Beira Interior, na Covilhã – porque pouco depois vaga o lugar para Joana Longobardi, que já anteriormente a substituíra nas Voodoo Dolls, e que se estreia com os Mão Morta no concerto de Ano Novo, em Braga.
Em 2000 teve também lugar a edição do disco 20 Anos Depois Ar de Rock, que assinala os 20 anos da edição do álbum Ar de Rock, de Rui Veloso, apontado como o início do pop/rock em Portugal enquanto fenómeno de massas, para o qual os Mão Morta contribuem com uma versão do tema Domingo Fui Às Antas, por especial insistência do próprio Rui Veloso. Ainda em 2000, a revista mensal de técnicas de estúdio e de instrumentos ProMúsica dedica aos Mão Morta a capa da sua edição de Março e o semanário Blitz, que comemora a especificidade do ano editando semanalmente uma enciclopédia que analisa a música do século que termina – intitulada A Música no Século XX –, abre em Outubro um capítulo para a banda.
Em Março de 2001 os Mão Morta editam o novo disco Primavera de Destroços, com a sua apresentação a ser feita no Teatro Gil Vicente, em Coimbra, que se encontra completamente esgotado. A banda aparece na 1.ª página do generalista Diário de Notícias e é capa do seu suplemento cultural DNMais, tal como do Sete, suplemento cultural do matutino Primeiro de Janeiro, e da revista VoxPop. Em Abril, o disco entra para o 27.º lugar do Top Nacional de Vendas e para o 7.º lugar do Top Made In Portugal (supostamente um registo de vendas de editoras independentes, a contabilizar apenas edições lusófonas, mas que rapidamente se torna no veículo de promoção para os editores da música rural mais parola de Portugal), onde se mantém algumas semanas. Também a cadeia de lojas FNAC dedica uma semana aos Mão Morta, com conferências sobre diversas facetas da banda, em que intervêm alguns dos mais conceituados críticos musicais, como João Lisboa ou Nuno Galopim, escritores e poetas, como José Luís Peixoto ou Paulo da Costa Domingos, editores de livros, como Luís Oliveira da Antígona, ou realizadores de cinema, como Nuno Tudela ou Tiago Guedes de Carvalho. Este último é o autor do videoclipe promocional do disco, sobre o tema Cão da Morte, que em Dezembro vence o Prémio Nacional de Vídeo na categoria “melhor realização”, para o qual é ainda nomeado nas categorias “melhor montagem” e “melhor fotografia”, e em 2002 o Prémio do Público da competição Videoclipes do Fantasporto – Festival Internacional de Cinema do Porto.
A tournée que se segue à edição do disco proporciona aos Mão Morta novo recorde de concertos anuais, sendo cabeças de cartaz na totalidade dos mais importantes eventos estudantis, como a Semana do Enterro da Universidade de Aveiro, a Queima das Fitas da Universidade de Coimbra, a Semana Académica da Universidade de Lisboa, o Enterro da Gata da Universidade do Minho, em Braga, a Semana Académica da Universidade do Algarve, em Faro, e depois, em Outubro, a Festa das Latas da Universidade de Coimbra e a Recepção ao Caloiro da Universidade de Évora, integrando o alinhamento da maioria dos festivais portugueses, como o Bejalternativa, em Beja, o Festival do Tejo, no Cartaxo, o Carviçais Rock, em Torre de Moncorvo, o Ilha do Ermal, em Vieira do Minho, o Noites Ritual Rock, no Porto, ou o MusicFest, em Lisboa, e fazendo ainda duas actuações em Madrid (Espanha).
O disco é, mais uma vez, incluído nos balanços dos melhores do ano de várias publicações, como os diários Público e Diário de Notícias ou o semanário Expresso, sendo mesmo considerado o “melhor do ano” para a RUM – Rádio Universitária do Minho. No entanto, 2001 fica assinalado pela atribuição aos Mão Morta do mais importante galardão musical português, o Prémio de Música Blitz – Carreira, numa cerimónia realizada em Outubro no Coliseu dos Recreios, em Lisboa, que contaria ainda com uma actuação da banda reforçada com o grupo de percussão de música popular portuguesa Tocá Rufar. Para receber o prémio, os Mão Morta apresentam-se com todos os seus actuais elementos e ainda com os históricos Joaquim Pinto, Carlos Fortes, José Pedro Moura e Marta Abreu – a única ausência é de Zé dos Eclipses, porque se encontra em Santiago do Chile –, tendo Adolfo Luxúria Canibal, no discurso de agradecimento, partilhado também o prémio com Vítor Silva, antigo manager do grupo, presente na assistência.

### 2002-2004 - daCarícias Malícias TouraoNus
Os Mão Morta iniciam 2002 com a reedição de Primavera de Destroços, acrescido de um disco bónus com o concerto de apresentação do álbum em Lisboa, na Aula Magna, em Maio do ano anterior.
Mas o ano fica marcado, sobretudo, pela Carícias Malícias Tour e pela mudança radical que provocou no hábito de agenciamento de concertos em Portugal: inspirados nos espectáculos madrilenos de Maio anterior, dados em pequenos clubes e com o público muito próximo do palco, proporcionando uma intimidade difícil de conseguir nos grandes eventos em que normalmente tocam, os Mão Morta decidem, juntamente com A Chave do Som – a agência com quem trabalham desde 2001 –, fazer um levantamento dos bares, discotecas e pequenos espaços alternativos com condições mínimas para acolher concertos e, em função desse levantamento, organizar uma tournée susceptível de se aguentar financeiramente só com as receitas geradas pelas entradas de público. Foi a génese da Carícias Malícias Tour, que arrancou em Outubro levando os Mão Morta para uma sucessão de inesquecíveis e furiosas prestações por todo o país, com salas sucessivamente esgotadas e a gerar um movimento de entusiasmo como há muito se não via, e que serviria de modelo para outros grupos se lançarem em iniciativas semelhantes e de incentivo para muitos bares passarem a programar espectáculos ao vivo. E isto sem renunciar às tradicionais apresentações nos grandes e médios eventos, como em Julho no festival do Litoral Centro, em Leiria, ou em Agosto no Jales Rock, em Vila Pouca de Aguiar.
2002 é também um ano em que os Mão Morta ganham vários prémios: em Outubro, naquela que se revelaria a sua última edição, vencem dois Prémios de Música Blitz - 2001, na categoria “melhor álbum nacional”, com Primavera de Destroços, e na categoria “grupo nacional do ano”; em Dezembro é o jornal Raio X que organiza também uma cerimónia de entrega de prémios, a que chama Prémios Raio X – Os Melhores do Ano 2002, saindo os Mão Morta vencedores na categoria “melhor banda pop/rock/punk” depois de também terem sido nomeados nas categorias “banda nacional” e “melhor actuação”, com o concerto no bar Deslize em Braga que deu início à Carícias Malícias Tour.
Ainda em Outubro o semanário Blitz, a propósito da comemoração do seu 18.º aniversário, publica uma selecção dos melhores discos portugueses editados durante a existência do jornal, intitulada 18 Anos de Música Portuguesa, na qual inclui os álbuns O.D., Rainha do Rock & Crawl, Mão Morta, Müller no Hotel Hessischer Hof, Mutantes S.21 e Corações Felpudos.
Com a edição de Primavera de Destroços os Mão Morta dão por cumprido o contrato de dois discos assinado com a NorteSul e Adolfo Luxúria Canibal, Miguel Pedro e António Rafael decidem criar a sua própria editora discográfica. Embora o propósito não fosse editar Mão Morta, antes a intervenção activa no mercado editorial português pela disponibilização de nomes que normalmente não são assinados pelas grandes editoras, o primeiro artefacto da Cobra, editado em Maio de 2003, é Carícias Malícias, um registo ao vivo da tournée por pequenos espaços que os Mão Morta tinham montado, com uma profusa selecção de fotografias tiradas pelos fãs a testemunhar o entusiasmo que a rodeou. A vontade de partilha com os fãs faria ainda com que o vídeo de promoção ao disco fosse composto unicamente com imagens captadas por eles nos mais diversos concertos da tour.
Em 2003, os Mão Morta regressam aos grandes concertos, fazendo a ronda das festas estudantis, como o Enterro da Gata da Universidade do Minho, em Braga, a Semana Académica da Universidade do Algarve, em Faro, ou a Semana Académica da Universidade Nova de Lisboa, e dos festivais, como o Bejalternativa, em Beja, ou a Festa da Alegria, em Braga, mas desde Agosto dedicam-se essencialmente à gravação de um novo disco, no estúdio que construíram na Casa do Rolão, em Braga: o mote é o poema Uivo, de Allen Ginsberg.
Nus é editado pela Cobra em Abril de 2004, depois da sua edição ter sido retirada à editora Zona Música, por desentendimentos quanto ao cumprimento do acordado, e de ter sido recusado pelas editoras Música Alternativa, EMI e Universal com o argumento de que não seria suficientemente comercial. O disco, depois de uma distribuição inicial pelos quiosques com o semanário Blitz, rapidamente esgotada, é distribuído em Maio pelas lojas de discos e revela-se ironicamente como o mais bem sucedido registo do grupo, tendo em poucas semanas atingido o número de vendas equivalente a disco de ouro (certificação que lhe não é oficialmente atribuída porque a editora Cobra não faz parte da Associação Fonográfica Portuguesa – pelo mesmo motivo, as suas vendas não são contabilizadas no Top Oficial de Vendas).
O álbum é uma viagem pela memória de uma geração, a “sua geração lisérgica bracarense” como os Mão Morta a identificam, com as suas utopias de liberdade e revolução e a sua descida aos infernos da droga, da prisão e da morte, e começa com o tema Gumes, um épico de 22 minutos que funciona como distribuidor dos restantes temas. A sua apresentação é feita em Abril num esgotado Auditório do Palácio de Exposições, em Braga, com a presença dos convidados Marta Ren, voz dos Sloppy Joe, e Miguel Guedes, vocalista dos Blind Zero.
Em Abril é editado o livro Narradores da Decadência, a primeira biografia dos Mão Morta, onde o jornalista Vítor Junqueira aborda a carreira da banda. É lançado o terceiro tomo da série À Sombra de Deus coligido novamente por Miguel Pedro e editado pela autarquia, onde os Mão Morta incluem o tema Sobe, Querida, Desce.
Em Outubro iniciaram uma nova ronda por pequenos espaços, à semelhança do que haviam feito com a Carícias Malícias Tour, a que desta vez chamaram Sessões de Outono. Seguem-se as Sessões de Inverno, iniciadas em Janeiro de 2005, que leva os espectáculos de apresentação de Nus a diversos teatros e auditórios através de Portugal.

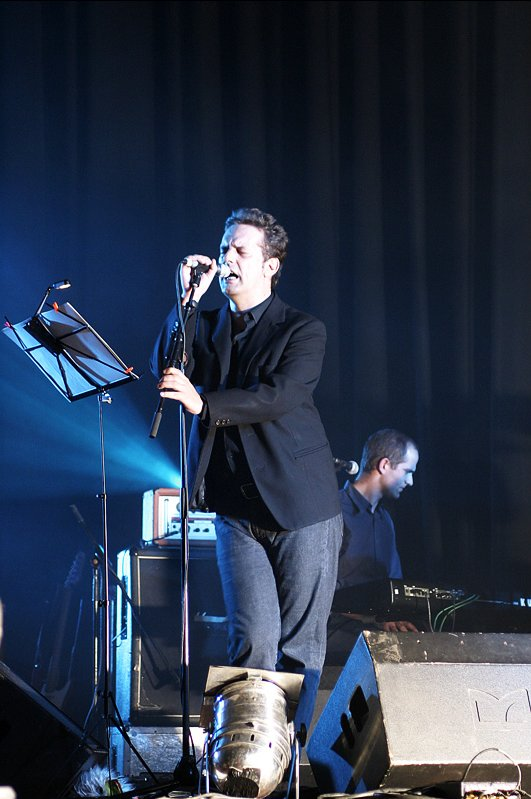
Ao vivo no Fórum Lisboa, 2005

### 2005-2007 - das Sessões de Inverno ao discoTributo
No primeiro trimestre de 2005 dedicam-se às Sessões de Inverno, levando o disco Nus, e uma exposição fotográfica organizada e montada por fãs, a sítios como o Teatro Gil Vicente, em Coimbra, o Fórum Lisboa, o Teatro de Vila Real, a Casa das Artes, nos Arcos de Valdevez, o Cine-Teatro Paraíso, em Tomar, o Cine-Teatro São João, em Palmela, ou o Castelo de Sines, que encerram com um inolvidável concerto esgotado na Aula Magna, em Lisboa. Os dois concertos lisboetas são gravados e filmados para posterior edição em DVD, que ainda não aconteceu.
Terminadas as Sessões de Inverno, os Mão Morta dedicam-se à preparação de um espectáculo baseado no livro Os Cantos de Maldoror, escrito por Isidore Ducasse sob o pseudónimo de O Conde de Lautréamont. Não impede que em Abril gravem 4 temas para o programa de rádio 3 Pistas, de Henrique Amaro (dois dos quais editados em disco no mês seguinte, numa colectânea com os melhores temas apresentados), difundido pela emissora Antena 3, nem que em Julho encerrem o 1.º Festival da Serra da Estrela, ou que no final do ano organizem mais uma mini tournée por pequenos espaços, agora na Galiza, a que chamam Xira Galega, e que passa pela Corunha, Santiago de Compostela e Vigo. António Rafael, para além de Estilhaços, compõe para várias peças de teatro; Miguel Pedro funda novos grupos, como Jazz Iguanas com António Rafael, um trio de electrónica improvisada (com disco editado em 2006), ou Mundo Cão, um quinteto rock clássico, com Vasco Vaz e ainda a colaboração nas letras de Adolfo Luxúria Canibal (com primeiro disco editado em 2007).
Depois de uma incursão a Paris, onde em Março de 2007 actuam como cabeças de cartaz no festival Tarola Rock, os Mão Morta estreiam finalmente Maldoror em Maio de 2007. A estreia é em Braga, no novo Theatro Circo. O espectáculo, com encenação de António Durães, cenografia de Pedro Tudela, figurinos de Cláudia Ribeiro, imagens vídeo de Nuno Tudela e desenho de luz de Manuel Antunes. é um sucesso, com críticas entusiásticas.
Participaram no Festival de Paredes de Coura de 2007, no qual foram a principal banda do dia, e onde, no final da actuação, Adolfo Luxúria Canibal anuncia o fim do grupo, após 23 anos de carreira, num "adeus ao rock 'n roll", que se veio a revelar uma brincadeira do vocalista.
Em Outubro foi editado um disco de homenagem a Mão Morta - Tributo a Mão Morta - E Se Depois..., através da editora independente Raging Planet, com a participação de alguns dos principais nomes da nova geração de músicos portugueses da área alternativa.

### 2008-2010 - deMaldororaoPesadelo em Peluche
No primeiro semestre de 2008 levam o espectáculo Maldoror em digressão por todo o país. Termina em Maio no Theatro Circo de Braga onde havia estreado um ano antes. É editado o disco duplo Maldoror. Em Julho fazem um filme concerto integrado no 16º Curtas de Vila do Conde - Festival Internacional de Cinema, em que musicam, e tocam ao vivo acompanhando a projecção, os filmes A Study In Choreography For Camera, At Land, Meshes Of The Afternoon e Ritual In Transfigured Time da realizadora norte-americana Maya Deren. A gravação desse concerto é editada em Julho de 2009, com o título Rituais Transfigurados, edição que para além do CD com as bandas sonoras inclui um DVD com as curtas-metragens sonorizadas.
A gravação do concerto de estreia é lançado em DVD pela Cobra Discos que também inclui um documentário extra sobre a digressão realizada.

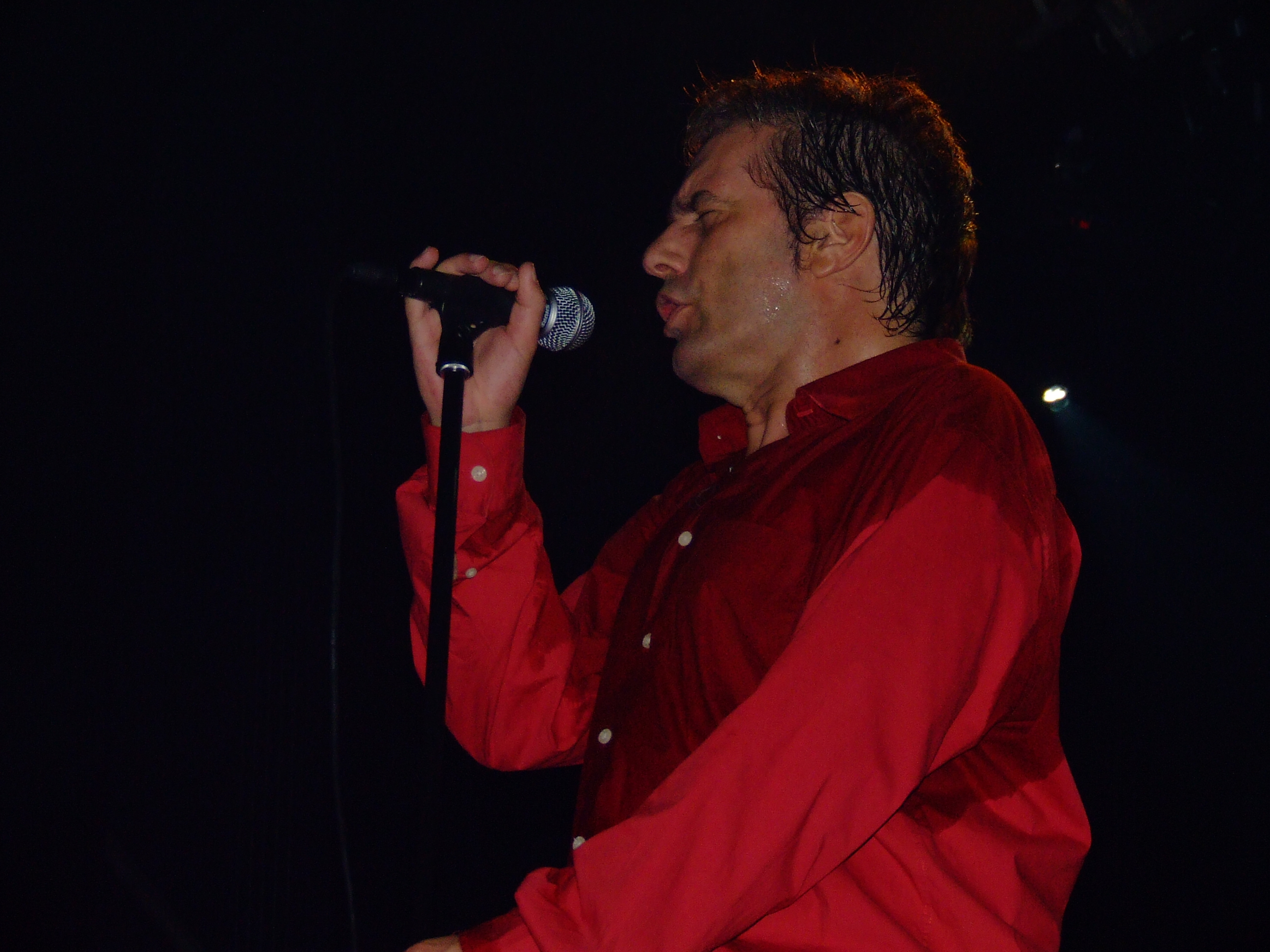
O vocalista Adolfo Luxuria Canibal. (Guimarães, 2009)

Em Agosto de 2008 tocam pela primeira vez nos Açores, na cidade da Horta (Faial) e participam, numa parceria com José Mário Branco, para o movimento de solidariedade com a doença mental, compondo o tema Loucura, editado em Novembro desse ano. Nesse mesmo mês de Novembro Miguel Pedro recebe, na categoria “música”, o galardão regional bracarense A Nossa Terra, que já tinha sido atribuído a Adolfo Luxúria Canibal na sua primeira edição em 1997. Iniciam uma longa digressão por auditórios, denominada Ventos Animais, onde revisitam toda a sua discografia, nomeadamente temas há muito não tocados ao vivo, que se prolongaria até Agosto de 2009, com passagens em Março pelo Teatro Sá da Bandeira, no Porto, e em Abril pelo Cinema São Jorge, em Lisboa, completamente esgotados, vindo a terminar em apoteose no festival Noites Ritual, no Porto.
Em Novembro de 2009 tornam-se o primeiro grupo português com uma aplicação própria para iPod Touch e iPhone, permitindo aos seus fãs fazerem a remistura de um tema expressamente composto para o efeito.
Em Abril de 2010 é  editado Pesadelo em Peluche, cuja composição foi inspirada no livro The Atrocity Exhibition, do escritor inglês J.G. Ballard. O disco teve apresentação em Lisboa, num Coliseu dos Recreios cheio, e a digressão que se seguiu levou o grupo às festas estudantis e a alguns dos maiores festivais de Verão, como o Alive, em Algés, ou o 18.º festival internacional de Paredes de Coura, vindo a terminar com duas apoteóticas apresentações no Theatro Circo, em Braga, e no novo Hard Club, no Porto.

### 2011-2013 - daPelux In Motion TouraoPelo Meu Relógio São Horas de Matar
Em 2011 iniciam um trabalho com diversas populações da cidade e concelho de Guimarães, no âmbito da Capital Europeia da Cultura - Guimarães 2012, com vista à apresentação de um espectáculo de Comunidade em Dezembro de 2012, no encerramento do evento. Em Fevereiro apresentam-se no Teatro Rivoli, no Porto, nas Noites do Rivoli, onde surgem encarnando figuras míticas do cinema de terror, como Freddy Krueger ou Hannibal the Canibal, numa homenagem ao Fantasporto em cuja edição de 2011 se integram as Noites do Rivoli.
Durante Outubro fazem uma digressão denominada Pelux In Motion Tour, iniciada em Lisboa, na sala TMN Ao Vivo, e finalizada em Ílhavo, no Centro Cultural, depois de passar por Coimbra (Teatro Académico Gil Vicente), Castelo Branco (Cine-Teatro Avenida), Faro (Teatro das Figuras), Portalegre (Centro de Artes do Espectáculo), Vila Nova de Famalicão (Casa das Artes) e Viana do Castelo (Teatro Municipal Sá de Miranda). O alinhamento passava em revista temas mais obscuros da banda, escolhidos em função do questionar das aparências de verdade numa sociedade abalada pela crise financeira e económica, acompanhados pela projecção de imagens de peluches com a estrutura óssea do crânio parcialmente visível e, em alguns locais, durante a interpretação de 1.º de Novembro, por uma dança de ventre executada pela bailarina Catarina Ribeiro.
Em 2012 dão concertos no Festival Fumo, em Setúbal, o Festival Silêncio, em Lisboa, ou o Mêda +, na Mêda, com destaque para a estreia no Rock In Rio - Lisboa, em Maio, onde se apresentam no palco Sunset, na abertura do festival, com os convidados Mundo Cão e Valter Hugo Mãe.
Participam com o tema A Ver o Mar na colectânea À Sombra de Deus IV - Braga 2012 e com o tema Irmão da Solidão na colectânea comemorativa dos 15 anos do programa Indiegente da rádio Antena 3, Indiegente 15 Anos. Em Maio é estreado no Auditório Ilídio Pinho da Universidade Católica Portuguesa, no Porto, o documentário Fado Canibal, realizado por Timóteo Azevedo sobre Adolfo Luxúria Canibal, e no CAAA - Centro para os Assuntos da Arte e da Arquitectura, em Guimarães, no âmbito do Festival FrameArt integrado na Capital Europeia da Cultura - Guimarães 2012, Adolfo Luxúria Canibal e Miguel Pedro, em colaboração com o artista digital João Martinho Moura, apresentam a performance neuro-audio-visual Câmara Neuronal.
Finalmente, no dia 21 de Dezembro, com transmissão em directo pela RTP2 e RTPi, é apresentado no Multiusos de Guimarães, completamente lotado para a cerimónia de encerramento da Capital Europeia da Cultura - Guimarães 2012, o musical Então Ficamos..., que no dia anterior teve a sua ante-estreia, também com lotação esgotada, para a população da cidade. Composto por 21 canções da autoria de Mão Morta, José Mário Branco, Fernando Lapa, Amélia Muge e Pacman (Da Weasel), Então Ficamos... é uma criação colectiva, com encenação de António Durães, que, para além dos seus criadores, põe em cena mais de 600 intervenientes, entre habitantes do concelho de Guimarães, a Orquestra Filarmonia das Beiras, sob a direcção do maestro inglês Peter Bergamin, o Coral de Letras da Universidade do Porto, o Orfeão Coelima ou o grupo coral Outra Voz.
Em 2013 deslocam-se ao Brasil onde participam no Palco São João da 9.ª Virada Cultural de São Paulo na madrugada de 18 para 19 de Maio. Tocaram ainda no Primavera Sound do Porto, naquela que foi unanimemente considerada como uma das melhores actuações de todo o festival. Em Abril, Adolfo Luxúria Canibal e António Rafael estreiam-se em Nova Iorque, interpretando ao vivo, na Rooster Gallery do Lower East Side, a banda sonora que compuseram para a instalação Wall of Pleasure do artista plástico Tiago Estrada.
Em Setembro é aberto o site Meifilmado at Adelina Caravana contendo a gravação áudio e vídeo, da responsabilidade de Zé Nando Pimenta e Alexandre Azinheira, que os Mão Morta realizaram em Julho de 2010 no Auditório Adelina Caravana do Conservatório Calouste Gulbenkian, em Braga, para os temas Velocidade Escaldante, Barcelona (Encontrei-a na Plaza Real), Facas em Sangue, Novelos da Paixão, O Seio Esquerdo de R. P. e Tiago Capitão.

### 2014-2016 - da polémicaHoras de Matarà colaboração com o Remix Ensemble
O disco Pelo Meu Relógio São Horas de Matar é editado em Maio de 2014. Previsto comemorar 30 anos de carreira e cujo título foi retirado de um poema do poeta surrealista português António José Forte. O vídeo-clip do tema Horas de Matar, realizado por Rodrigo Areias, tornou-se viral, gerando mais de 33 000 visualizações em apenas 24 horas. A enorme polémica que provocou nas redes sociais, com a banda e Adolfo Luxúria Canibal a serem acusados de anti-democratas e de incentivarem a violência, extravasou para as páginas da imprensa e o jornal Público deu destaque de primeira página na sua edição de 22 de Maio.
Em Julho de 2014 acontece a estreia, no Centro Cultural de Paredes de Coura, do musical Chão protagonizado por 70 mulheres das freguesias de Paredes de Coura e encenado por João Pedro Vaz, que Adolfo Luxúria Canibal, Miguel Pedro e António Rafael criaram para o 10.º aniversário da companhia de teatro Comédias do Minho. O musical teria ainda outra apresentação em Paredes de Coura, com a sala novamente esgotada, antes de partir para uma micro digressão muito aplaudida que passou pelo Teatro Nacional São João, no Porto, e pelo Teatro São Luiz, em Lisboa, antes de regressar novamente ao Centro Cultural de Paredes de Coura, já em Agosto, integrado na pré-abertura do 22.º Festival de Paredes de Coura.
Participam no terceiro volume da trilogia T(h)ree, um conjunto de colectâneas onde artistas portugueses colaboram com artistas asiáticos. O disco contém o tema Um Último Beijo, fruto da cooperação dos Mão Morta com a sul-coreana Soo Jung-Kae e com o japonês Sachiko Fukuoka. É lançado com a revista Blitz o disco Ventos Animais, um conjunto de temas gravados ao vivo durante a longa digressão com o mesmo nome que a banda realizou entre 2008 e 2009.
Em Fevereiro de 2015 realiza-se o concerto do 30.º aniversário que teve lugar no Lux, em Lisboa, completamente apinhado para receber a banda 15 anos depois de aí ter dado um memorável concerto de 15.º aniversário.
O espectáculo de música electrónica, Segunda Mão, realizado em Março pelo músico alemão de electro-acústica Stephan Mathieu na Sala do Capítulo do Mosteiro de Tibães, que utilizou sons e samplers extraídos da obra gravada dos Mão Morta como exclusivo material de manipulação sonora. Em Abril é lançado o livro Adolfo Luxúria Canibal - Pirata Petulante da autoria de Daniel Catarino Lobo.
2016 começa com a edição, pela editora Abysmo, do livro Revista de Imprensa – Os Mão Morta na Narrativa Mediática (1985-2015), um luxuoso volume de capa dura que, a partir de um conjunto de recortes de jornais saídos nos últimos 30 anos -  mais de 200 artigos de mais de 100 autores -, incluindo um portefólio fotográfico da autoria de José Pedro Santa-Bárbara e três desdobráveis com diversa memorabilia, traça um retrato muito peculiar não só da banda mas também do panorama musical ao longo desses anos, com as suas modas, palcos e publicações, e do próprio país.
Em Abril desse ano são convidados pelo Theatro Circo para criarem um espectáculo especial para o encerramento do ano de comemorações do seu centésimo aniversário. os Mão Morta apresentam-se com o Remix Ensemble, dirigido pelo maestro Pedro Neves, para uma abordagem contemporânea de 14 temas do seu reportório, arranjados e orquestrados por Telmo Marques. O espetáculo foi apresentado em Coimbra, em Lisboa, na Aula Magna e ainda na Sala Suggia da Casa da Música, no Porto. É editado em vinil, pela editora independente Garagem Records, o primeiro registo de estúdio dos Mão Morta, anteriormente apenas editado no formato K7 (1987) e em 1998 como faixas extra, na reedição em CD do seu primeiro álbum.

## Membros

### Membros actuais
- Adolfo Luxúria Canibal - vocalista e letrista - fundador (1984)
- Miguel Pedro - baterista, programador, compositor e produtor - fundador (1984),
- António Rafael - teclista, guitarrista, compositor e produtor - desde 1990
- Sapo - guitarrista e compositor - desde 1991
- Vasco Vaz - guitarrista e compositor - desde 1995
- Joana Longobardi - baixista - desde 2000

### Ex-membros
- Marta Abreu - baixista - 2000
- José Pedro Moura - baixista e compositor - 1990-2000
- Carlos Fortes - guitarrista e compositor - 1986-1994
- Zé dos Eclipses - guitarrista, letrista e compositor - 1985-1991
- Joaquim Pinto - fundador, baixista, teclista e compositor - 1984-1990
- Paulo Trindade - baterista convidado - 1987

## Discografia
- Mão Morta (LP, Ama Romanta, 1988; CD, NorteSul / Valentim de Carvalho, 1998)[3][4][5][6]
- Corações Felpudos (LP, Fungui, 1990; CD, NorteSul / Valentim de Carvalho, 1998)[3][4][7][8]
- O.D., Rainha do Rock & Crawl (LP, Área Total, 1991; CD, NorteSul / Valentim de Carvalho, 1998)[3][4][9][10]
- Mutantes S.21 (LP / CD, Fungui / Polygram, 1992)[4][3][11][12]
- Vénus em Chamas (CD, BMG Ariola, 1994)[3][4][13][14]
- Mão Morta Revisitada (CD, BMG, 1995)[4][15][16]
- Müller no Hotel Hessischer Hof (CD, NorteSul / EMI, 1997)[3][4][17][18]
- Há Já Muito Tempo que Nesta Latrina o Ar se Tornou Irrespirável (CD, NorteSul, 1998)[3][4][19][20]
- Primavera de Destroços (CD, NorteSul, 2001)[4][21][22]
- Primavera de Destroços + Ao Vivo na Aula Magna - 8 Maio 2001 (2xCD, Norte Sul, 2002)[23]
- Carícias Malícias (CD, Cobra, 2003)[3][4][24][25]
- Nus (CD / LP, Cobra Discos / Lux Records, 2004)[3][4][26][27]
- Maldoror (2xCD, Cobra, 2008)[3][28]
- Rituais Transfigurados (CD+DVD, Cobra, 2009)[29][30]
- Pesadelo em Peluche (CD / LP, Universal Music / Rastilho Records, 2010)[3][31][32]
- Pelo Meu Relógio São Horas de Matar (CD / 2xLP, NorteSul /  Rastilho Records, 2014)[33][34][35][36]
- Ventos Animais (CD, Cobra/NorteSul/Blitz, 2014)[37][38]
- Nós Somos Aqueles Contra Quem Os Nossos Pais Nos Avisaram (2xCD / 3xLP, Theatro Circo / Rastilho Records, 2017)[39][40]
- No Fim Era O Frio (CD / 2xLP, Rastilho Records, 2019)[41]

## Videografia
- Müller no Hotel Hessischer Hof. NorteSul: 1998. VHS
- Müller no Hotel Hessischer Hof. Cobra: 2006. DVD
- Maldoror por Mão Morta. Cobra: 2008. DVD

## Prémios
- III Concurso de Música Moderna do RRV (1986) - Prémio de Originalidade
- Prémios RUT 87 - Melhor Banda Nacional Sem Registo Em Vinil
- Se7es de Ouro 93 - nomeados para Melhor Disco (Mutantes S.21)
- Prémios de Música Blitz 94 - nomeados para Grupo Nacional do Ano e Melhor Vocalista Masculino Nacional
- Medalha de Mérito - Grau Prata da Cidade de Braga (1995)
- Prémios de Música Blitz 95 - Melhor Vídeo-Clip (Chabala - Nuno Tudela)
- Prémios de Música Blitz 96 - nomeados para Melhor Vocalista Masculino Nacional
- Prémio Nacional de Vídeo 98 - Melhor Produção (Em Directo (Para a Teelvisão) - Nuno Tudela - Valentim de Carvalho)
- Prémios de Música Blitz 2000 - Prémio Carreira[41]
- Prémios de Música Blitz 2001 - Melhor Álbum Nacional (Primavera de Destroços) e Grupo Nacional do Ano
- Prémio Nacional de Vídeo 2001 - Melhor Realização (Cão da Morte - Tiago Guedes); nomeados para Melhor Montagem e Melhor Fotografia
- Fantasporto 2002 - Prémio do Público para Melhor Vídeo-Clip (Cão da Morte - Tiago Guedes)
- Prémios Raio X 2002 - Melhor Banda Pop/Rock/Punk; nomeados para Banda Nacional e Melhor Actuação
- Sociedade Portuguesa de Autores (2010) - Prémio Homenagem pelo Contributo à Música Portuguesa
- Estrela Personalizada 2016 - Muro da Fama -Nirvana Studios[42] [43]

### Interna
- Canibal, Adolfo Luxúria (2003). Estilhaços. Col: Biblioteca Sonora, vol. 4. Vila Nova de Famalicão: Quasi Edições. 212 páginas. OCLC 57122857

### Específica
- Abreu, Rui Miguel. Adolfo Luxúria Canibal. In Debaixo da Língua. Entrevistas de Rui Miguel Abreu. Câmara Municipal de Almada. Almada: 2016.
- Almas, João. Eu e os Mão Morta. Edição de Autor. Vila do Conde: 2001.
- Amorim, Ricardo S., e outros. Mão Morta - Mutantes S.21. In Quadro de Honra. Saída de Emergência. Estoril: 2016.
- Canibal, Adolfo Luxúria, e outros. Revista de Imprensa - Os Mão Morta na Narrativa Mediática (1985-2015). Abysmo. Lisboa: 2016.
- Junqueira, Vítor. Mão Morta, Narradores da Decadência. Quasi Edições. Vila Nova de Famalicão: 2004.
- Lobo, Daniel Catarino. Adolfo Luxúria Canibal: Pirata Petulante. Edição de Autor. Lisboa: 2015.
- Paes, Rui Eduardo. Refeição Divina. in Bestiário Ilustríssimo. Chili Com Carne / Thisco. Lisboa: 2012 / Lisboa 2014. ISBN 978-989-8363-12-1
- Rios, Pedro. Mão Morta, À Margem. in Bandas Míticas II, Volume 25. Levoir / Correio da Manhã. Lisboa: 2011.
- Ventura, Vitorino Almeida. Do Fruto Proibido. Experiências Limite: Sexo, Drogas e Rock’n Roll. in As Letras Como Poesia, O Melhor da Pop/Rock em Portugal. Objecto Cardíaco. Vila do Conde: 2006 / Edições Afrontamento. Porto: 2009.

### Genérica
- Almeida, Luís Pinheiro de; Almeida, João Pinheiro de (dir.) (1998). Enciclopédia da Música Ligeira Portuguesa. Lisboa: Círculo de Leitores. OCLC 750878754
- Amaro, Henrique, Mourinha, Jorge, e Félix, Pedro. Duzentos e Trinta e Um Discos Para Um Percurso pela Música Urbana em Portugal. FNAC. Lisboa: 2005.
- Carmo, Rita. Altas-Luzes. Assírio & Alvim. Lisboa: 2003.
- Carmo, Rita. Portugal XXI - Imagens de Sons Portugueses. Medipress / Blitz. Oeiras: 2008.
- Carmo, Rita. Bandas Sonoras - 100 Retratos na Música Portuguesa. Chiado Editora. Lisboa: 2013.
- Castelo-Branco, Salwa, e outros. Enciclopédia da Música em Portugal no Século XX (4 vol.). Temas e Debates / Círculo de Leitores. Lisboa: 2010.
- Cotrim, João Paulo, Farrajota, Marcos, e outros. Salão Lisboa 2001, Ilustração e Banda Desenhada. Bedeteca de Lisboa / Câmara Municipal de Lisboa. Lisboa: 2001.
- Guerra, Paula. A Instável Leveza do Rock - Génese, Dinâmica e Consolidação do Rock Alternativo em Portugal. Edições Afrontamento. Porto: 2014.
- Hourbette, Patrice, Ludwig, Audrey, e outros. Les Cahiers de L’Export : Espagne et Portugal. Bureau Export de la Musique Française. Paris: 2001.
- Maio, Luís, Magalhães, Fernando, Dias, Jorge, e outros. Os Melhores Discos da Música Popular Portuguesa (1960 - 1997). FNAC. Lisboa: 1998.
- Pernes, Fernando, e outros. Panorama da Cultura Portuguesa no Século XX (3 vol.). Edições Afrontamento / Fundação de Serralves. Porto: 2002.
- Simões, José Manuel, e Teixeira, António. HC. Hard Club. Vila Nova de Gaia: 1999.